# 옛 언약의 기독교적 관점

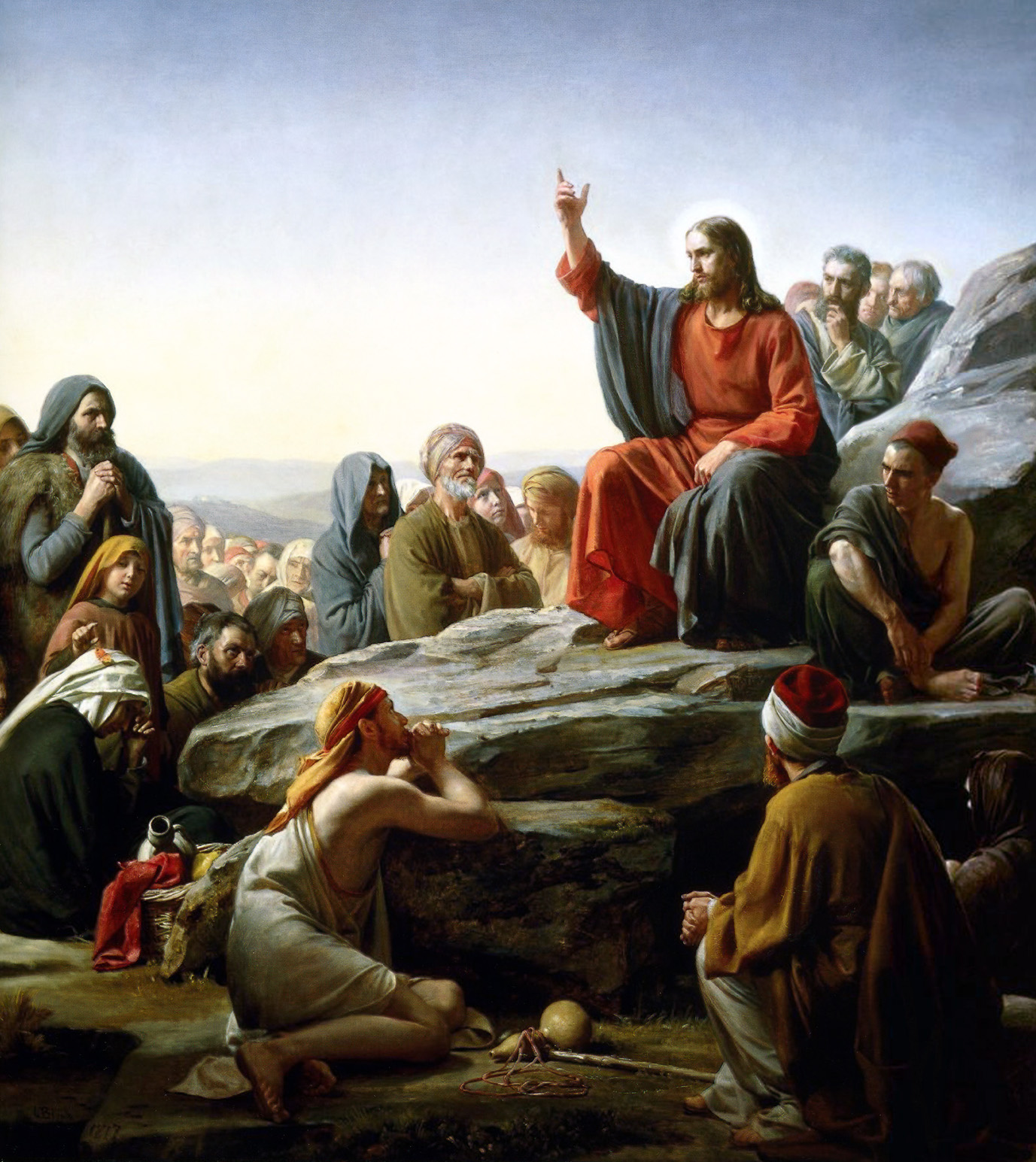
예수가 옛 언약에 대해 말한 산상 수훈의 묘사. 덴마크 화가, 카를 하인리히 블로흐 작.

기독교인이 일반적으로 (새 언약과 대조하여) "옛 언약"이라고 부르는 모세 언약 또는 모세 율법은, 기독교의 기원에서 중요한 역할을 해왔으며 기독교가 시작된 이래로 심한 논란과 논쟁을 겪었다: 예를 들어, 산상 수훈에서 예수의 율법 가르침과 초기 기독교의 할례 논쟁이 있다.
랍비 유대교는 모세가 유대인에게 유대 종교법을 제시했으며, 그 법은 모든 사람에게 적용되는 노아의 7법을 제외하고 이방인 (기독교인 포함)에게는 적용되지 않는다고 주장한다.
대부분의 기독교인들은 (의식법과 반대되는) 도덕법을 다루는 부분만이 여전히 적용될 수 있다고 믿고, 다른 이들은 전혀 적용되지 않는다고 믿는다. 이중언약 신학자들은 구약이 유대인들에게만 유효하다고 믿으며, 소수는 모든 부분이 여전히 예수와 새 언약을 믿는 사람들에게 적용된다고 생각한다.

## 같이 보기
- 구약법의 폐지
- 히브리어 성경, 구약 성경
- 모세오경/토라, 613계명
- 종교법
- 할라카
- 십계명
- 산상 수훈, 법의 설명, 그리스도의 법
- 율법과 복음, 자유 은혜 신학
- 언약, 새 언약, 신약 성경
- 메시아 유대교
- 기독교의 안식일, 성경에서의 할례
- 율법주의
- 교회법
- 하나님의 백성
- 유대 기독교인